# Klarinetkwintet (Mozart)
Het vierdelige Kwintet voor klarinet en strijkkwartet in A-groot (KV 581) werd in 1789 geschreven door Wolfgang Amadeus Mozart. Het is het eerste klarinetkwintet en wordt beschouwd als een meesterwerk van de kamermuziek en als een van de belangrijkste composities voor klarinet.

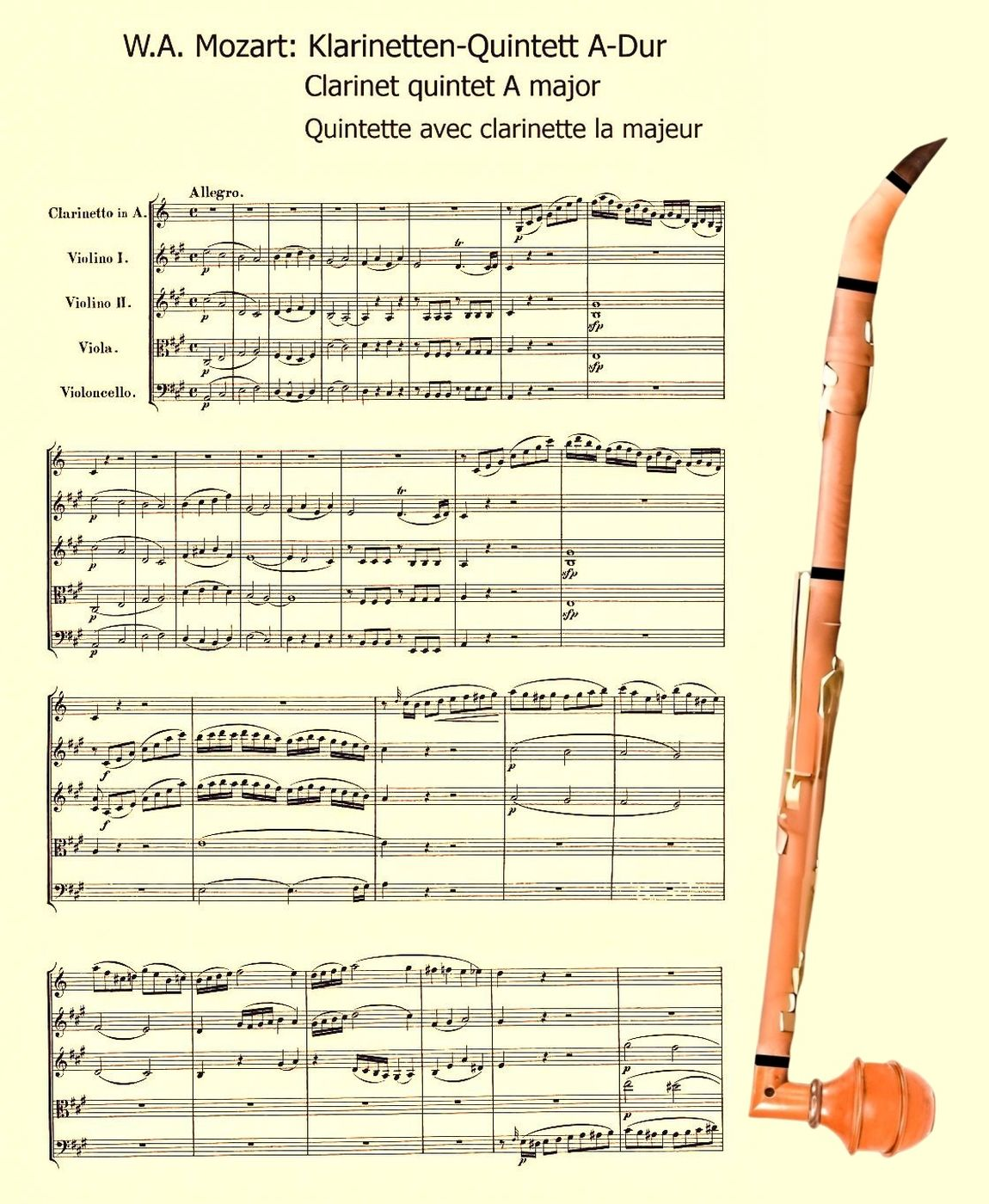
Score met Stadler bassetklarinet (replica)

## Geschiedenis

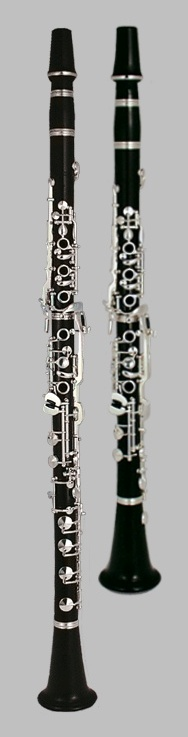
Maatvergelijking bassetklarinet en normale klarinet

Mozart was een vriend en logebroeder van de klarinettist Anton Stadler. Hij schreef het Klarinetkwintet voor hem in 1789.
Mozart schreef het stuk niet voor een gewone (sopraan)klarinet, maar voor een mede door Stadler ontwikkelde klarinet, die tegenwoordig een bassetklarinet wordt genoemd en zich onderscheidt door het feit dat hij in de diepte niet alleen (genoteerd) reikt tot kleine E, maar tot kleine C, d.w.z. een kleine terts lager, vandaar dat zijn onderstuk ongeveer 18 cm langer is dan dat van de gewone A-klarinet. Het was op een dergelijk instrument dat de eerste uitvoering plaatsvond op 22 december 1789 in de Weense Tonkünstler-Societät met Stadler als solist.
Ook het Concerto voor klarinet en orkest dat twee jaar later werd gecomponeerd (K622) is geschreven voor bassetklarinet. Omdat dit type klarinet zich echter niet kon vestigen in de klarinetfamilie, werden beide werken in het begin van de 19e eeuw herschreven zodat ze op de normale A-klarinet konden worden gespeeld. Echter zijn de originele partituren samen met de kopieën verloren gegaan. Vanaf het midden van de 20e eeuw werden door verschillende klarinettisten pogingen ondernomen om de oorspronkelijke partituren te reconstrueren. Tegenwoordig worden beide werken dus zowel in de ene als in de andere versie uitgevoerd.

## Structuur
Het werk bestaat uit de volgende vier delen en heeft, met de voorziene herhalingen, een uitvoeringsduur tussen 31 en 38 minuten, meestal ongeveer 35 minuten, of ongeveer 13 minuten minder als de herhalingen achterwege worden gelaten.
1e deel: Allegro, A-groot, 197 maten, waarbij de maten 1 t/m 79 eerst worden herhaald en de maten 80 t/m 197 later. Dit deel heeft de typische sonatevorm met expositie, ontwikkeling en recapitulatie.
2e deel: Larghetto, D groot, 85 maten
3e deel: Menuetto met Trio I in A klein en Trio II in A groot, 31 + 41 + 51 maten. Ook hier worden de afzonderlijke secties herhaald.
4e deel: Allegretto con Variazioni, A-groot (Variatie III in C-groot). De voordracht van het thema met 16 maten wordt gevolgd door vier variaties met driemaal 16 en eenmaal 20 maten. Dit wordt gevolgd door twee in wezen onafhankelijke kleine delen: een Adagio van 21 maten en een Allegro van 36 maten. Ook hier herhaling van de afzonderlijke delen.

## Muziek
Het hele werk straalt in grote delen kalmte en sereniteit uit. Tegelijkertijd wordt het gekenmerkt door onbemiddelde overgangen tussen sereen en melancholiek, maar ook tussen sublieme en volkse passages, en tussen harmonieën en dissonanten. Interpretationeel gezien stelt het de musici, met name de klarinettist, voor buitengewone uitdagingen. "Het is in feite een volkomen onthecht stuk, van een schoonheid die men in het geheel niet kan vatten, die ook als vertolker moeilijk te produceren is, in zoverre men onbewust bewust moet spelen..."

### 1e deel
Het deel begint met een rustig strijkersthema, dat de klarinet beantwoordt met snelle arabesken, ongelijk gefraseerd: zes maten voor de strijkers en slechts twee voor de klarinet. In de recapitulatie daarentegen neemt de klarinet het zijthema van de eerste viool over, dat in pizzicato wordt uitgevoerd, in een romantische mineurtoonsoort. In de ontwikkeling laat Mozart alle instrumenten solistisch naar voren komen, terwijl hij in de recapitulatie ingenieus bemiddelt tussen de concertante eisen van de klarinet en het onderbroken werk van het strijkkwartet.
Na het eerste thema volgen klarinet en cello een aaneenschakeling van appoggiatura's in een secundaire gedachte (Arnold Schönberg), van waaruit een krachtige impuls leidt tot het secundaire thema aan het eind.

### 2e deel
In de eerste 20 maten vertolkt de klarinet, met discrete begeleiding van de strijkers, een van de meest hartverwarmende melodieën die we van Mozart kennen. De passage waarin, na een ontwikkeling met tweeëndertigste noten die aan het eind in toonladderfiguren stijgen, het kwartet in maat 49 plotseling stilvalt, waardoor de klarinettist de gelegenheid krijgt voor een korte cadens, die hij aan het eind in pianissimo en dolce laat terugkeren naar de beginmelodie, zou je "mooi om te huilen" kunnen noemen. Toen Mozart twee jaar later het Concerto voor Klarinet en Orkest schreef, voelde hij zich blijkbaar niet in staat om er een aangenaam tweede deel voor te schrijven, en daarom nam hij het Larghetto met lichte wijzigingen over als het Adagio in het concerto.
Opeenvolgingen die als bijzonder "mooi" worden (of kunnen worden) ervaren, bestaan ook in de andere delen. Arnold Schönberg, die zich ook met het werk bezighield, evenals Richard Strauss, spreekt van "onderhuidse" schoonheden, d.w.z. die welke onder de huid gaan of zelfs die welke onder de oppervlakte liggen.

### 3e deel
Het menuet is een enorm heldere en luchtige structuur met fijn contrapunt. Geschreven in een mineurtoonaard en gedomineerd door een melancholieke stemming, blijkt Trio I een puur strijkkwartet te zijn - met extreme dissonanten en verborgen kunstige technieken, terwijl Trio II, weer in een majeurtoonaard, de klarinet een ländler laat spelen.

### 4e deel
Het te variëren thema komt in het dansritme van een gavotte en doet denken aan Papageno's latere melodieën uit Die Zauberflöte. Evenals in het 1e deel laat Mozart elk instrument met een solo naar voren komen en zorgt op die manier ook voor een evenwichtige verhouding tussen klarinet en strijkers en een musiceren dat alle instrumentalisten samen bevalt. "Het hoogtepunt van het deel is de Adagiovaratie, een breed uitgevoerd gezang aan het eind waarvan de tijd lijkt stil te staan voor een paar prachtige akkoorden voordat de laatste variatie overgaat in een opzwepende sweep."